# バリー・サドラー
バリー・アレン・サドラー（Barry Allen Sadler, 1940年11月1日 - 1989年11月5日）は、アメリカ合衆国の軍人、歌手、作家。アメリカ陸軍特殊部隊群（グリーン・ベレー）の衛生兵としてベトナム戦争に従軍した。彼の作品の多くは軍事的なテーマを持ち、また自らの階級にちなんで自身を「バリー・サドラー軍曹(SSG Barry Sadler)」の名で宣伝した。

## 経歴
1940年、バリー・サドラーは父ジョン・サドラーと母ビーブ・リトルフィールドの第二子としてニューメキシコ州カールズバッドにて生を受けた。両親は共にプロのギャンブラーで、一家はたびたび引越しを繰り返していた。両親はバリーがまだ幼いうちに離婚し、また父ジョンは珍しい神経系のガンにより36歳で死去する。母ビーブはバリーと兄ロバートを引き取り、日雇いの仕事を求めてアリゾナ州、カリフォルニア州、コロラド州、ニューメキシコ州、テキサス州などを点々と連れまわした。この頃から既にサドラーは音楽にも興味を持ち始めていたという。
サドラーの自伝『I'm a Lucky One』によれば、彼の父はカールズバッドで展開した配管工及び電気工の事業に成功し、複数の農場を所有したという。また母はレストランやバー、カジノで働いたとしている。

## 軍歴

### 入隊
サドラーはコロラド州レッドビルの10年制高校を中途退学する。彼はヒッチハイクでアメリカ中を回ったが、1955年には兵役を果たす為アメリカ空軍に入隊した。17歳の頃にはレーダー技師として日本で勤務する。4年間の兵役を終えて空軍を除隊した後、サドラーは何人かの友人と様々な仕事を手がけつつ、夜にはクラブ付きのバンドとして過ごしていたが、より刺激的な生活を求めていた彼はやがてアメリカ陸軍に入隊し、落下傘部隊を目指した。落下傘部隊の訓練で目覚しい成績を示した彼は、難関として知られるグリーン・ベレーの入隊試験に合格する。テキサス州フォート・サム・ヒューストン駐屯地の陸軍衛生司令部(MEDCOM)で戦闘衛生兵(Combat Medic)としての長期訓練を経て、サドラーはグリーンベレーの戦闘衛生兵たる二等軍曹(Staff Sergeant)としてベトナムへ送られた。

### 負傷
ベトナム戦争従軍中の1965年5月、サドラーはベトナムの中央高地のプレイク付近で哨戒部隊を指揮している最中、ベトコンの仕掛けたブービートラップ（糞便を塗りつけた竹槍）により右の膝に重症を負った。当時赤痢治療の為に抗生物質を投与されていた事もあり、サドラーはこれを比較的軽度の負傷と判断し、哨戒任務の完了まで脱脂綿と包帯による簡素な手当てだけで凌いだ。ところが数日後、この傷口から重度の感染症が引き起こされた。すぐにサドラーはアメリカ本土に送還され、ウォルター·リード病院に入院する。その後、ペニシリン投与の為に傷口周囲が大きく切除され、彼の足に障害を残した。後にテレビ番組などへ出演した際の映像でも、サドラーが右半身をわずかに引き摺っている様が確認できる。
傷痍軍人として入院生活を過ごしていたサドラーは、ロバート・ケネディ上院議員がフォート・ブラッグ駐屯地の特殊部隊の為にジョン・F・ケネディ特殊戦センターへの訪問を予定しているという話を耳にする。その瞬間、彼は「足が完治したならば、自らの歌をそこに捧げよう」と決意したという。

## グリーン・ベレーのバラード
退院したサドラーは彼の最も有名な作品でもあるバラードスタイルの軍歌、『悲しき戦場（グリーン・ベレーのバラード）』(The Ballad  Of The Green  Berets)を発表した。作詞にはノンフィクション小説『グリーン・ベレー』の作者ロビン・ムーアの協力があった。ムーアは1967年にマクラミン出版社から出版されたサドラーの自伝『I'm a Lucky One』にも文章を寄せた。グリーン・ベレーのバラードは、1966年前半にRCAビクターレーベルにより取り上げられ、一気に売り上げを伸ばし、Billboard Hot 100の中で1966年3月5日から4月2日まで1位であった。やがて100万枚の売り上げを記録し、ゴールドディスクを授与された。
この曲は全米で大ヒットを記録した。1966年当時、ニューヨークで最も有名だったポップス放送局WMCAによって調査された男性音楽の週間ランキングでは5週連続トップを記録した。1966年1月30日のエド・サリヴァン・ショーで、サドラーはアメリカ陸軍の軍服姿でグリーン・ベレーのバラードを歌い、テレビデビューを果たした。1968年のジョン・ウェイン主演映画『グリーン・ベレー』でも、ケン・ダービーによりテーマ曲として手配されたほか、陸軍では慰問局主催の演奏会に何度もサドラーを招いている。
サドラーはグリーンベレーのバラードと良く似たテーマの曲をいくつか録音し、アルバムを作った。これはリリース直後から5週間の間にミリオンヒットを記録した。但し、アルバムに収録された他の曲はいずれもグリーンベレーのバラード以上の影響を残さなかった。

## その後

### 文学作品へ
『戦場のAチーム』(The 'A' Team)が記録したビルボード30位以来、目立ったヒット曲を打ち立てられなかったサドラーは、小説の執筆を始めた。
彼はやはり兵士についての作品を多く手がけたが、しかしこれらの小説は彼の曲とは異なる方向性のものだった。
例えばそれは彼の『永遠の傭兵』(Casca)シリーズでタイトルにもなっている主人公、カスカ・ルフィオ・ロンギヌスに集約されている。カスカは磔にされているキリストを突き殺し、再誕の日まで兵士のままであるべく呪われているという設定であり、小説のシリーズはやがてカスカを20世紀へと辿り付かせる。しかし、サドラーが手がけたのは初期の数巻のみで、他は彼の名を借りた別の作家が手がけたものである。

### リー・エマソン・ベラミー
1978年12月1日午後11時ごろ、サドラーはカントリーソングライターのリー・エマソン・ベラミー(Lee Emerson Bellamy)を射殺した。この銃撃はベラミーの元ガールフレンドで、当時サドラーのガールフレンドであったダーリーン・シャープに関する言い争いを一ヶ月以上続けた結果であった。
当時のベラミーは周囲の誰もが「口やかましく不愉快」と認める麻薬中毒者で、彼はサドラーとシャープの関係を常々不愉快に思っていた。目撃者の証言では、事件以前にもベラミーがサドラーに何度も嫌がらせや脅迫の電話を掛けていたという。事件のあった夜、サドラーとシャープが友人と共に夕食を取っていたレストランなど数箇所にベラミーは嫌がらせの電話を掛けていた。この時にサドラーはバーテンダーに「もし無言電話だったなら警察を呼ぶように」と強く頼んだという。その後、サドラーらはシャープの自宅に戻るが、しばらくすると何者かがドアをノックしてきた。サドラーが様子を見る為に外へ出ると、そこにベラミーがおり、突然攻撃的な態度で近寄ってきた。サドラーによれば、このときベラミーの手に何か光るものがあったという。これを銃だと思ったサドラーは、即座にベラミーを射殺した。
しかし、実際にベラミーが手にしていたのは車のキーであり、何ら凶器となりうるものは手にしていなかった。この事件に関する法廷記録によれば、ベラミーを射殺した後にサドラーは銃をベラミーのバンに隠したという。この拳銃は正当防衛を主張するサドラーの論拠であったが、有罪判決の後に覆された。
1979年6月1日、サドラーはリー・エマソン・ベラミー殺害の咎で第二級殺人の有罪判決を受け、懲役4～5年を宣告された。しかしこれと同時に事件内容を鑑みて、テネシー収容作業施設での軽作業21日に減刑された。この後、サドラーはベラミーの遺族に訴えられ、10,000ドルの賠償支払いを命じられた。

### 不可解な銃撃と死
サドラーは1980年代中ごろにグアテマラシティへ引っ越し、しばしばラ・エウロパ（ドイツ系店主の名から「フレディのバー」とも）と呼ばれるレストランバーを訪れていた。この頃の彼は軍用品の輸入を手がける傍ら、『永遠の傭兵』シリーズの出版を（無数のゴーストライターによってではあるが）続けた他、リリースはされなかったが自衛訓練ビデオの作成、あるいは地方村落での予防接種プログラムの手伝いなどを行っていた。
1988年、彼は帰宅途中のタクシーの中で何者かから銃撃を受け、頭部を負傷し昏倒した。軍事雑誌『Soldier of Fortune』誌を通じた友人たちによりテネシー州マーフリーズボロのアルヴィン・C・ヨーク医療センターへ運ばれ、数ヶ月間昏睡状態が続いた。やがて彼は意識を取り戻したものの、神経障害から全身が麻痺し寝たきりとなり、銃撃事件から1年ほど過ぎた1989年11月5日に心臓発作で死去した。
今も尚、彼の死を招いた銃撃については謎が多い。
現在、「強盗に遭った」という説が一般的だが、その他には「自殺だった」、「女友達の気を引く為に自分を撃った」、あるいは「コントラを訓練していた為に革命勢力に暗殺された」、「現地の麻薬密売人に殺された」など様々な主張がなされてきた。当時の友人たちによれば、彼はニカラグアにてニカラグア民主軍を訓練しており、何者かから殺害するという脅迫を受けていたという。

## 大衆文化
ミッチェル・フリードマンの架空歴史小説『A Disturbance of Fate』では、バリー・サドラーはアリゾナ州知事を2期務め上げた後、1984年にはアメリカ大統領となっている。フリードマンの描いたシナリオでは、サドラー大統領はロナルド・レーガンが行ったようないくつかの政策を実行している。軍は彼を利用して第二次南北戦争（作中では「The Great Struggle（偉大なる悪あがき）」と呼称）を画策し、1986年にサドラー大統領側が敗北するまで続いた。そして独房に監禁されたサドラーは、自殺未遂を起こした後、心臓発作で1991年に死去する。
サイモン&ガーファンクルの『簡単で散漫な演説』にも、"I've been Lou Adlered, Barry Sadlered."としてサドラーの名が登場している。

## 音楽

### アルバム
| 年           | アルバム | チャート | チャート                                               | レーベル |   |   |     |
| ------------ | -------- | -------- | ------------------------------------------------------ | -------- | - | - | --- |
| 年           | アルバム | 1966     | Ballad of the Green Berets(グリーン・ベレーのバラード) | レーベル | 1 | 1 | RCA |
| The 'A' Team | 130      | 1966     | —                                                      |          |   |   | RCA |

### シングル
| 年   | シングル                     | チャート | チャート | チャート   | チャート | アルバム                   |
| 年   | シングル                     | US AC    | US       | US Country | CAN      | アルバム                   |
| ---- | ---------------------------- | -------- | -------- | ---------- | -------- | -------------------------- |
| 1966 | "Ballad of the Green Berets" | 1        | 1        | 2          | 26       | Ballad of the Green Berets |
| 1966 | "The 'A' Team"               | 6        | 28       | 46         | 58       | The 'A' Team               |

## 軍人としての受章歴
エド・サリヴァン・ショー出演時に佩用していた略綬等によれば、サドラーは少なくとも次のような勲章・徽章を受章している。
- 空軍善行章(Air Force Good Conduct Medal)
- 空軍長期勤務章(Air Force Longevity Service Award)
- 名誉戦傷章(Purple Heart Medal)
- 陸軍善行章(Army Good Conduct Medal)
- 派兵章(Armed Forces Expeditionary Medal)
- 戦闘歩兵徽章(Combat Infantryman Badge)
- アメリカ陸軍空挺徽章(Parachutist Badge)
- 南ベトナム軍空挺徽章(South Vietnamese Parachutist Badge)